# La descarada
«La descarada» es una canción y el primer sencillo del cantautor mexicano Reyli de su álbum debut en solitario, En la luna (2004). Se mantuvo por un total de 6 semanas en radios nacionales. Esta canción es una de las más exitosas del álbum y fue el tema principal de la telenovela mexicana Rubí protagonizada por Bárbara Mori.
En 2011 hizo una versión de esta canción con el cantante y compositor argentino Diego Torres en el álbum de duetos Bien acompañado que se lanzó ese mismo año. En 2024, Billboard en español la incluyó como una de las «100 mejores canciones de telenovelas» en el puesto 56.

## Lista de canciones

### CD - Promo[7][8]
| La descarada — Single |                |          |  |
| N.º                   | Título         | Duración |  |
| 1.                    | «La descarada» | 3:24     |  |

## Posiciones en las listas (2004)
| Listas (2004)                              | Posición |
| ------------------------------------------ | -------- |
| Estados Unidos Billboard Hot Latin Tracks  | 3        |
| Estados Unidos Billboard Latin Pop Airplay | 8        |